# Al-Ramtha Sports Club
L'Al-Ramtha Sports Club, meglio noto come Al-Ramtha, è una società calcistica giordana di Al-Ramtha. Milita nella Lega giordana professionistica, la massima divisione del campionato giordano di calcio.
Fondato nel 1966, ha vinto 3 campionati giordani e 2 Coppe di Giordania.

## Palmarès

### Competizioni nazionali
- Campionato giordano: 3

1981, 1982, 2021
- Coppa di Giordania: 2

1991, 1992

### Altri piazzamenti
- Campionato giordano:

secondo posto: 1980, 2011-2012
terzo posto: 1991-1992